# EMR2
EGF modul sadržavajući, mucinu sličan, hormonski receptor 2 je protein koji je kod ljudi kodiran EMR2 genom. EMR2 je isto tako poznat kao CD312 (klaster diferencijacije 312).
Ovaj protein je član adhezinske familije GPCR receptora izražene predominantno u ćelijama imunskog sistema. Ti proteini imaju karakteristični dugački ekstracelularni region sa promenljivim brojem N-terminalnih domena sličnih epidermalnom faktoru rasta (EGF), koji je spregnut sa TM7 domenom putem domena sličnog mucinu. Ovaj gen je blisko srodan sa genom na hromozomu 19 koji kodira molekul EMR3. EMR2 protein ne formira interakcije sa komplementnim regulatornim proteinom, ubrzavajućim faktorom razvoja (CD55), za razliku od srodnog CD97 antigena, iz čega sledi da ovi veoma slični proteini imaju nepreklapajuće funkcije. Poznato je više trankriptnih izoformi.

## Literatura
- Suzuki Y; Yoshitomo-Nakagawa K; Maruyama K;  . (1997). „Construction and characterization of a full length-enriched and a 5'-end-enriched cDNA library”. Gene. 200 (1–2): 149—56. PMID 9373149. doi:10.1016/S0378-1119(97)00411-3.
- Lin HH; Stacey M; Hamann J;  . (2000). „Human EMR2, a novel EGF-TM7 molecule on chromosome 19p13.1, is closely related to CD97”. Genomics. 67 (2): 188—200. PMID 10903844. doi:10.1006/geno.2000.6238.
- Lin HH; Stacey M; Saxby C;  . (2001). „Molecular analysis of the epidermal growth factor-like short consensus repeat domain-mediated protein-protein interactions: dissection of the CD97-CD55 complex”. J. Biol. Chem. 276 (26): 24160—9. PMID 11297558. doi:10.1074/jbc.M101770200.
- Kwakkenbos MJ; Chang GW; Lin HH;  . (2002). „The human EGF-TM7 family member EMR2 is a heterodimeric receptor expressed on myeloid cells”. J. Leukoc. Biol. 71 (5): 854—62. PMID 11994511.
- Strausberg RL; Feingold EA; Grouse LH;  . (2003). „Generation and initial analysis of more than 15,000 full-length human and mouse cDNA sequences”. Proc. Natl. Acad. Sci. U.S.A. 99 (26): 16899—903. PMC 139241 . PMID 12477932. doi:10.1073/pnas.242603899.
- Stacey M; Chang GW; Davies JQ;  . (2003). „The epidermal growth factor-like domains of the human EMR2 receptor mediate cell attachment through chondroitin sulfate glycosaminoglycans”. Blood. 102 (8): 2916—24. PMID 12829604. doi:10.1182/blood-2002-11-3540.
- Chang GW; Stacey M; Kwakkenbos MJ;  . (2003). „Proteolytic cleavage of the EMR2 receptor requires both the extracellular stalk and the GPS motif”. FEBS Lett. 547 (1–3): 145—50. PMID 12860403. doi:10.1016/S0014-5793(03)00695-1.
- Ota T; Suzuki Y; Nishikawa T;  . (2004). „Complete sequencing and characterization of 21,243 full-length human cDNAs”. Nat. Genet. 36 (1): 40—5. PMID 14702039. doi:10.1038/ng1285.
- Grimwood J; Gordon LA; Olsen A;  . (2004). „The DNA sequence and biology of human chromosome 19”. Nature. 428 (6982): 529—35. PMID 15057824. doi:10.1038/nature02399.
- Lin HH; Chang GW; Davies JQ;  . (2004). „Autocatalytic cleavage of the EMR2 receptor occurs at a conserved G protein-coupled receptor proteolytic site motif”. J. Biol. Chem. 279 (30): 31823—32. PMID 15150276. doi:10.1074/jbc.M402974200.
- Bjarnadóttir TK; Fredriksson R; Höglund PJ;  . (2005). „The human and mouse repertoire of the adhesion family of G-protein-coupled receptors”. Genomics. 84 (1): 23—33. PMID 15203201. doi:10.1016/j.ygeno.2003.12.004.
- Chang GW; Davies JQ; Stacey M;  . (2007). „CD312, the human adhesion-GPCR EMR2, is differentially expressed during differentiation, maturation, and activation of myeloid cells”. Biochem. Biophys. Res. Commun. 353 (1): 133—8. PMID 17174274. doi:10.1016/j.bbrc.2006.11.148.
- Yona, Stacey (2011). Adhesion-GPCR. Springer. стр. 1—200. ISBN 978-1-4419-7912-4.